# Olivia (animatieserie)
Olivia is een Brits-Amerikaanse animatieserie die gebaseerd is op de boeken van Ian Falconer. De serie werd geschreven door Jill Gorey en telde twee seizoenen met in totaal 37 episodes. Het was een productie van Chorion Limited. In Nederland is de serie uitgebracht door Hoek en Sonépouse. en Olivia is hier sinds december 2009 op tv (Zappelin, VPRO).

## Verhaal
Olivia is een meisje van 6 ¾ jaar dat rood de allermooiste kleur vindt en altijd grootse plannen heeft. Vervelen doet ze zich nooit. Ze wil van alles worden: natuurfotograaf, dokter, prinses, astronaut, en wat al niet meer. Olivia's kleine broertje (Ian) kijkt erg naar haar op. Als Olivia iets wil, dan wil Ian dat ook. Julian, een van de klasgenootjes van Olivia, is heel anders. Hij is juist heel verlegen. Toch is hij Olivia's beste vriend. Ook Olivia en Francine zijn elkaars tegenpolen. Francine kan vrij uit de hoogte doen en heeft vaak de behoefte om zich tegenover Olivia te bewijzen. Aan de ander kant is ze wel weer d'r beste vriendin. In seizoen 2 hoeft Olivia Francine maar te roepen en ze schiet haar te hulp.
Op school krijgt Olivia les van Juffrouw Hogenmuller, een juf die hart heeft voor haar leerlingen. Ze is een vrij bijzondere juf. Zo roept ze de klas aan het begin van elke les tot de orde met een koebel ('Blijf erbij, kijk naar mij') en laat ze graag zien hoe goed ze wel niet kan jodelen.
In het eerste seizoen van de serie heeft Olivia elke aflevering een zogeheten 'wijze les' (bijvoorbeeld 'Wijze les nummer 110: Als je het over ballet gaat hebben, moet je dure Franse woorden gebruiken'). Vanaf seizoen 2 heeft ze aan het eind van elke aflevering een slaapliedje waarin ze beweert nog lang niet moe te zijn (het liedje eindigt ook met de woorden: 'Nee, slapen valt voor mij niet mee'). Toch valt ze daarna altijd in slaap.

## Afleveringen (seizoen 1)
| 01. Olivia speelt piano            |  | 14. Olivia mag komen eten          |  | 27. Olivia de natuurfotograaf           |  | 40. Olivia en haar eendjes                  |
| 02. Olivia voetbalt                |  | 15. Olivia wil de grootste zijn    |  | 28. De twee Olivia's                    |  | 41. Olivia wordt dierenverzorger            |
| 03. Olivia traint haar kat         |  | 16. Olivia en het wilde westen     |  | 29. Olivia gaat naar kantoor            |  | 42. Olivia speelt hotelletje                |
| 04. Olivia's limonadekraampje      |  | 17. Olivia's modeshow              |  | 30. Olivia helpt Moeder Natuur          |  | 43. Olivia mag niks verklappen              |
| 05. Olivia gaat op reis            |  | 18. Olivia maakt een video-verslag |  | 31. Olivia wordt dierenarts             |  | 44. Olivia heeft een sportdag               |
| 06. Olivia kijkt over de grens     |  | 19. Olivia leidt een optocht       |  | 32. Olivia organiseert een schoolkermis |  | 45. Olivia gaat naar de bibliotheek         |
| 07. Olivia's buitenaardse broertje |  | 20. Dokter Olivia                  |  | 33. Olivia heeft geluk                  |  | 46. Olivia maakt een bruiloftscadeau        |
| 08. Olivia houdt een tuintje bij   |  | 21. Olivia speelt voor moeder      |  | 34. Olivia kijkt op zolder              |  | 47. Olivia ontdekt een nieuwe planeet       |
| 09. De Kerst-Olivia                |  | 22. Olivia's piratenschat          |  | 35. Chef Olivia                         |  | 48. Olivia gaat naar het strand             |
| 10. Olivia gaat op ballet          |  | 23. Olivia speelt toneel           |  | 36. Olivia en de verdwijntruc           |  | 49. Olivia en de verschrikkelijke sneeuwman |
| 11. Olivia en de kristallen bol    |  | 24. Olivia en de schooluitvoering  |  | 37. Olivia bezoekt het aquarium         |  | 50. Olivia's ijsspektakel                   |
| 12. Olivia loopt weg               |  | 25. Olivia en de kerstfoto         |  | 38. Olivia en de trouwdagverrassing     |  | 51/52. Olivia en de schattenjacht           |
| 13. Olivia en het bezoek van oma   |  | 26. Olivia gaat kamperen           |  | 39. Olivia maakt een muurschildering    |  |                                             |

## Afleveringen (seizoen 2)
| 01. Olivia verzorgt een theekransje    |  | 14. Olivia en haar Superteam            |
| 02. Olivia tapt er op los              |  | 15. Olivia mag laat opblijven           |
| 03. Olivia redt katten in nood         |  | 16. Olivia heeft talent                 |
| 04. Olivia en het mooiste cadeau       |  | 17. Olivia's brave hondjes school       |
| 05. Olivia is een echte superheld      |  | 18. Olivia's kerstcadeau                |
| 06. Olivia regelt een hondenbruiloft   |  | 19. Olivia doet de voetjes van de vloer |
| 07. Olivia en de Juffrouw van het Jaar |  | 20. Olivia Eiland                       |
| 08. Olivia bouwt een huis              |  | 21. Olivia's vriendschapsarmbandje      |
| 09. Olivia spreekt Kalkoens            |  | 22. Olivia maakt een sneeuwdame         |
| 10. Olivia's scoutingavontuur          |  | 23. Olivia's vliegerfeest               |
| 11. Olivia de racekampioen             |  | 24. Olivia laat het regenen             |
| 12. Olivia en de ontsnapte vlinder     |  | 25. Olivia's wildwestavontuur           |
| 13. Olivia en de Pret Dansers          |  | 26. Olivia's hondenwasstraat            |